# ヘンザダ
ヘンザダ（ビルマ語: ဟင်္သာတ(မြို့); ALA-LC翻字法: Haṅsā ta (mrui')、IPA: [hɪ́n̪t̪àda̰ (mjo̰)] ヒンターダ(・ミョウ)）はミャンマー、エーヤワディ管区のエーヤワディ川沿いに位置する都市である。1983年の国勢調査では市自体の人口は82,005人であったが、2010年には170,312人にまで増加している。 ヘンザダ港を経由して地元産の米や穀物の貿易が行われている。

## 歴史
歴史的には、ヘンザダはモン族（タレインズ）に占領されており、パガン帝国の一部であった。

## 教育
同市には、ヘンザダ・コンピュータ大学、ヘンザダ大学、ヘンザダ工科大学がある。